# Callianthemum sachalinense
Callianthemum sachalinense là một loài thực vật có hoa trong họ Mao lương. Loài này được Miyabe & Tatew. mô tả khoa học đầu tiên năm 1935.